# Phare de Punta Seboruco
Le phare de Punta Seboruco (en espagnol : Faro de Punta Seboruco) est un phare actif situé sur Punta Seboruco (ceb), sur le littoral nord de la province de Matanzas, à Cuba.

## Histoire
Le premier phare était une tour métallique à claire-voie de 20 m de haut érigé sur Punta Seboruco, à environ 8 km de la ville de Matanzas. Le phare actuel est proche de la plage.

## Description
Ce phare  est une tour cylindrique en béton, avec une galerie circulaire et une lanterne de 33 m de haut. La tour est peinte en blanc avec des bandes rouges horizontales . Il émet, à une hauteur focale de 35 m, un éclat blanc d'une seconde par période de 15 secondes. Sa portée est de 10 milles nautiques (environ 19 km).
Identifiant : ARLHS : CUB-034 ; CU-0151 - Amirauté : J4868 - NGA : 110-12616 .

## Caractéristique dufeu maritime
Fréquence : 15 secondes (W)
- Lumière : 1 seconde
- Obscurité : 14 secondes

### Lien connexe
- Liste des phares de Cuba